# Metilia boliviana
Metilia boliviana es una especie de mantis de la familia Acanthopidae.

## Distribución geográfica
Se encuentra en Bolivia.